# Johann Christoph Vogel
Johann Christoph Vogel (getauft 18. März 1756 in Nürnberg; † 28. Juni 1788 in Paris) war ein deutscher Komponist.

## Leben und Werk
Johann Christoph Vogel war der Sohn des Geigenbauers Michael Vogel und Großvater des französischen Komponisten Charles-Louis-Adolphe Vogel (1808–1892). Johann Christoph Vogels erster Lehrer war Georg Wilhelm Gruber. Im Alter von 17 Jahren wurde Vogel  Mitglied in der Thurn und Taxisschen Hofkapelle in Regensburg und Schüler von Joseph Riepel. Drei Jahre später ging er nach Paris als Hornist in der Hofkapelle des Herzogs von Montmorency, später war er als Kammermusiker beim Herzog von Valentinois tätig. Die Kompositionen aus dieser Zeit stehen eindeutig in der Nachfolge Christoph Willibald Glucks.
In Zusammenarbeit mit dem Hornisten Johann Wenzel Stich und dem Klarinettisten Michel Yost entstand eine Reihe von Quartetten für Holzbläser und Streicher, ein Klarinettenkonzert und ein Fagottkonzert. Vogel komponierte mehrere Sinfonien, Konzertante Sinfonien und Violin- und Flötenkonzerte.
Vogel emanzipierte sich von seinem großen Vorbild Gluck mit der Oper La toison d’or („Das Goldene Vlies“), die 1786 uraufgeführt wurde. Noch größeren Erfolg sollte seine Oper Démophon haben, deren Uraufführung Vogel allerdings nicht mehr erlebte. Sein dramatisches Talent wurde von Persönlichkeiten wie Antonio Salieri oder Gluck hoch gerühmt.